# Piotr Markow (Bohater Związku Radzieckiego)
Piotr Andriejewicz Markow (ros. Пётр Андреевич Марков, ur. 31 maja?/13 czerwca 1905 we wsi Jurasowo w rejonie siewskim w obwodzie briańskim, zm. 8 marca 1983) – radziecki żołnierz, dowódca partyzancki, Bohater Związku Radzieckiego (1945).

## Życiorys
Miał wykształcenie niepełne średnie, od 1929 był członkiem WKP(b). Był górnikiem w kopalni w obwodzie woroszyłowgradzkim (obecnie obwód ługański), w latach 1927–1930 pełnił służbę w Armii Czerwonej jako starszy oficer polityczny kompanii. Później pracował na stanowisku przewodniczącego kołchozu, następnie dyrektora gorzelni. 
W sierpniu 1941 został mianowany komisarzem batalionu szturmowego, na bazie którego utworzył później rejonowy oddział partyzancki. W październiku 1941 oddział przeprowadził swoją pierwszą operację, atakując Niemców i zabijając 12 żołnierzy. Od tego czasu coraz częściej dochodziło do zasadzek i ataków, oddział zaczął się rozwijać; 8 kwietnia 1942 wszedł w skład ugrupowania ukraińskich partyzantów w rejonie Czernihowa, oddział dowodzony przez Markowa przybrał imię Woroszyłowa. W maju 1942 Markow wraz ze swoim oddziałem wykoleił 12 pociągów wroga. Od marca do maja 1943 oddział wziął udział w marszu z obwodu czernihowskiego na Wołyń, od lipca do sierpnia 1943 w rejonie węzła kolejowego Kowel wykoleił 39 pociągów ze składem broni. 
W lipcu 1944 oddział Markowa włączono w skład armii. 2 maja 1945 uchwałą Prezydium Rady Najwyższej ZSRR „za wzorowe wykonywanie zadań dowodzenia w walce z niemiecko-faszystowskim najeźdźcą na tyłach przeciwnika i przejawioną przy tym odwagę i bohaterstwo” otrzymał tytuł Bohatera ZSRR. 
Po wojnie zdemobilizowany w stopniu starszego porucznika, pracował w brasowskiej gorzelni.

## Odznaczenia
- Złota Gwiazda Bohatera ZSRR (1945)
- Order Lenina (1945)
- Order Czerwonego Sztandaru

I medale.